# Dervla Kirwan
Dervla Kirwan (24 de octubre de 1971) es una actriz irlandesa, conocida por sus papeles en la televisión británica como Ballykissangel y Goodnight Sweetheart. También apareció en el episodio especial de Navidad 2008 de la serie Doctor Who, titulado El siguiente Doctor.

## Biografía
Kirwan nació en Churchtown, Dublín, Irlanda. Su padre es un agente de seguros y su madre es una profesora de francés e inglés. Es la más joven de tres hermanas. Toca el piano, el saxofón, el clarinete, el violín y la guitarra.
Es muy buena amiga de la actriz Sarah Parish, juntas son copropietarias de la empresa de producción "Aphra Productions".
Dervla estuvo comprometida con el actor Stephen Tompkinson, su coestrella es Ballykissangel.
En agosto del 2007 se casó con el actor Rupert Penry-Jones, la pareja tiene dos hijos, Florence Penry-Jones quien nació el 1 de mayo de 2004 y Peter Penry-Jones quien nació el 8 de abril de 2006. En el 2005 Kirwan y Penry-Jones aparecieron en Casanova aunque no tuvieron escenas juntos. En el 2001 ambos trabajaron en Dangerous Corner, una obra de teatro.

## Carrera
En 1988 ganó la aclamación de la crítica en Londres por su interpretación en A Handful of Stars, donde interpretaba a una linda chica. 
Dervla obtuvo su primera participación en la televisión en 1991 con A Time To Dance, una adaptación de Melvyn Bragg de su propia novela, donde dio vida a Bernadette Kennedy. El mismo año apareció en la obra Water Music, escrita por el galardonado dramaturgo Lyndon Morgans; la obra se presentó en el Teatro Cockpit.
En 1992 apareció en Hush de April de Angelis en el Teatro Royal Court, mientras que en enero de 1994 actuó en Absolute Turkey en el teatro Globe.
Kirwan apareció brevemente en la serie Casualty y en Goodnight Sweetheart junto a Nicholas Lyndhurst, dejando su papel como 'Phoebe Sparrow', quien luego fue ofrecido a la actriz Elizabeth Carling. En 1996 cantó junto a Dustin the Turkey, para su álbum Faith of Our Feathers.
Entre 1996 y 1998 apareció en la serie Ballykissangel, dándole vida a Assumpta Fitzgerald, Dervla volvió a interpretar su papel en un especial de Father Ted.
En 1999 apareció en otra producción de la BBC, una película hecha para la televisión llamada The Greatest Store in the World, donde interpretó a una mamá soltera, con dos hijas y que se encuentra sin hogar a pocos días de la llegada de Navidad. El film cuenta la historia de sus aventuras en Scottley, una tienda de departamentos; donde ellas viven en secreto hasta que el consejo puede encontrales un hogar. En la película comparte créditos con Brian Blessed y Peter Capaldi.
Kirwan actuó en School for Seduction, en el 2004, junto a Kelly Brook. Luego apareció en el drama criminal de la BBC one, 55 Degrees North con Don Gilet. En el 2007 trabajó en el drama True Dare Kiss y en Betrayal en el Donmar Warehouse.
En el 2008 Kirwan interpretó a la villana Miss Hartigan en El siguiente Doctor, un especial de Doctor Who junto a David Tennant y David Morrissey.
En el 2012 apareció en la serie The Fuse donde dio vida a Alex Demoys junto a Ewen Bremner y Rebecca Callard.

## Filmografía

### Series de televisión
| Año         | Programa                     | Personaje           | Notas                             |
| ----------- | ---------------------------- | ------------------- | --------------------------------- |
| 2012        | Blackout                     | Alex Demoys         | 3 episodios                       |
| 2011        | Injustice                    | Jane Travers        | 5 episodios - miniserie           |
| 2010        | The Silence                  | Maggie              | 4 episodios                       |
| 2010        | Agatha Christie's Marple     | Bundle              | episodio "The Secret of Chimneys" |
| 2010        | Material Girl                | Davina Bailey       | 6 episodios                       |
| 2009        | Law & Order: UK              | Beatrice McArdle    | 2 episodios                       |
| 2009        | Moving On                    | Laura               | episodio "Dress to Impress"       |
| 2008        | Doctor Who                   | Mercy Hartigan      | episodio El siguiente Doctor      |
| 2007        | True Dare Kiss               | Phil Tyler          | 6 episodios                       |
| 2004 - 2005 | 55 Degrees North             | Claire Maxwell      | 14 episodios                      |
| 2005        | Casanova                     | Madre de Casanova   | episodio # 1.1                    |
| 2002        | Dalziel and Pascoe           | Rye Pomona          | 2 episodios                       |
| 2001        | Randall & Hopkirk (Deceased) | Petra Winters       | episodio "Painkillers"            |
| 2000 - 2001 | Hearts and Bones             | Emma Rose           | 13 episodios                      |
| 2000        | Shades                       | Maeve Sullivan      | miniserie                         |
| 1999        | Eureka Street                | Aoirghe             | 4 episodios                       |
| 1996 - 1998 | Ballykissangel               | Assumpta Fitzgerald | 23 episodios                      |
| 1997        | The Vicar of Dibley          | Assumpta Fitzgerald | episodio "Ballykissdibley"        |
| 1996        | Father Ted                   | -                   | episodio "A Christmassy Ted"      |
| 1993 - 1996 | Goodnight Sweetheart         | Phoebe              | 27 episodios                      |
| 1992        | A Time to Dance              | Bernadette Kennedy  | 3 episodios                       |
| 1991        | 4 Play                       | Morna               | episodio "In the Border Country"  |
| 1990        | Casualty                     | Anna                | episodio "Penalty"                |

### Películas
| Año  | Programa                        | Personaje            | Notas                                                                                   |
| ---- | ------------------------------- | -------------------- | --------------------------------------------------------------------------------------- |
| 2017 | Interlude in Prague             | Frau Lubtak          | junto a James Purefoy, Samantha Barks, Morfydd Clark y Adrian Edmondson                 |
| 2014 | Luna                            | Christine            | junto a Ben Daniels, Stephanie Leonidas, Michael Maloney, Maurice Roëves & Katia Winter |
| 2012 | Entity                          | Ruth Peacock         | junto a Branko Tomovic, Rupert Hill & Michael David Worden                              |
| 2010 | When the Rain Comes             | Anna                 | corto - junto a Holly Gibbs                                                             |
| 2009 | Ondine                          | Laura                | junto a Colin Farrell & Stephen Rea                                                     |
| 2007 | Dangerous Parking               | Mamá de Noah         | junto a Saffron Burrows & Peter Howitt                                                  |
| 2004 | School for Seduction            | Clare Hughes         | -                                                                                       |
| 2004 | The Deputy                      | Terri Leonard        | junto a David Tennant                                                                   |
| 2003 | Double Bill                     | Charlie Goodman      | junto a Peter Gallagher & Carly Pope                                                    |
| 2001 | The Bombmaker                   | Kate Hayes           | junto a Mark Womack & Keith Duffy                                                       |
| 2000 | Happy Birthday Shakespeare      | Kate Green           | junto a Neil Morrissey, Kacey Ainsworth, Sam Morris & Amanda Holden                     |
| 2000 | Bee Stung Wasp                  | -                    | -                                                                                       |
| 1999 | The Greatest Store in the World | Mamá                 | -                                                                                       |
| 1999 | The Flint Street Nativity       | Jaye Dackers         | -                                                                                       |
| 1999 | With or Without You             | Rosie Boyd           | junto a Christopher Eccleston, Alun Armstrong & Fionnula Flanagan                       |
| 1999 | The Dark Room                   | Jane "Jinx" Kingsley | -                                                                                       |
| 1998 | Pete's Meteor                   | Carmel               | junto a Alfred Molina & Mike Myers                                                      |
| 1997 | Mr. White Goes to Westminster   | The Ferret           | -                                                                                       |
| 1994 | War of the Buttons              | Marie                | prestó su voz para el personaje                                                         |
| 1993 | A Handful of Stars              | -                    | junto a Liam Cunningham                                                                 |
| 1993 | Poor Beast in the Rain          | Eileen               | junto a Liam Cunningham                                                                 |
| 1991 | December Bride]                 | Joven Martha         | junto a Saskia Reeves                                                                   |
| 1990 | The Lilac Bus                   | Celia                | -                                                                                       |
| 1988 | Troubles                        | Viola O'Neill        | -                                                                                       |
| 1986 | The Fantasist                   | Fiona                | -                                                                                       |

### Productora
| Año  | Título         | Notas      |
| ---- | -------------- | ---------- |
| 2000 | Bee Stung Wasp | productora |

### Teatro
| Año  | Obra        | Personaje | Director      | Teatro                       | Notas                                                                                            |
| ---- | ----------- | --------- | ------------- | ---------------------------- | ------------------------------------------------------------------------------------------------ |
| 2012 | Uncle Vanya | Sonya     | Jeremy Herrin | Chichester’s Minerva Theatre | junto a Roger Allam, Lara Pulver & Timothy West                                                  |
| 2007 | Betrayal    | Emma      | Roger Michell | Donmar Warehouse Theatre     | junto a Samuel West & Toby Stephens                                                              |
| 2005 | Aristocrats | Alice     | Tom Cairns    | National Theatre             | junto a Gina McKee, Aislín McGuckin, Andrew Scott, Stephen Boxer, Brian Doherty & Peter McDonald |

## Premios y nominaciones
| Año  | Categoría            | Premio                    | Serie          | Resultado |
| ---- | -------------------- | ------------------------- | -------------- | --------- |
| 1998 | Most Popular Actress | National Television Award | Ballykissangel | Nominada  |
| 1996 | Most Popular Actress | National Television Award | Ballykissangel | Ganó      |